# Harper's Weekly
Harper's Weekly, A Journal of Civilization era una rivista politica statunitense con sede a New York. Pubblicata da Harper & Brothers dal 1857 al 1916, conteneva notizie interne e estere, racconti, saggi su molti argomenti, rubriche umoristiche e illustrazioni. Coprì in modo diffuso la guerra civile americana, con anche molte illustrazioni di eventi della guerra. Durante il suo periodo più influente, pubblicò le vignette del disegnatore di satira politica Thomas Nast.

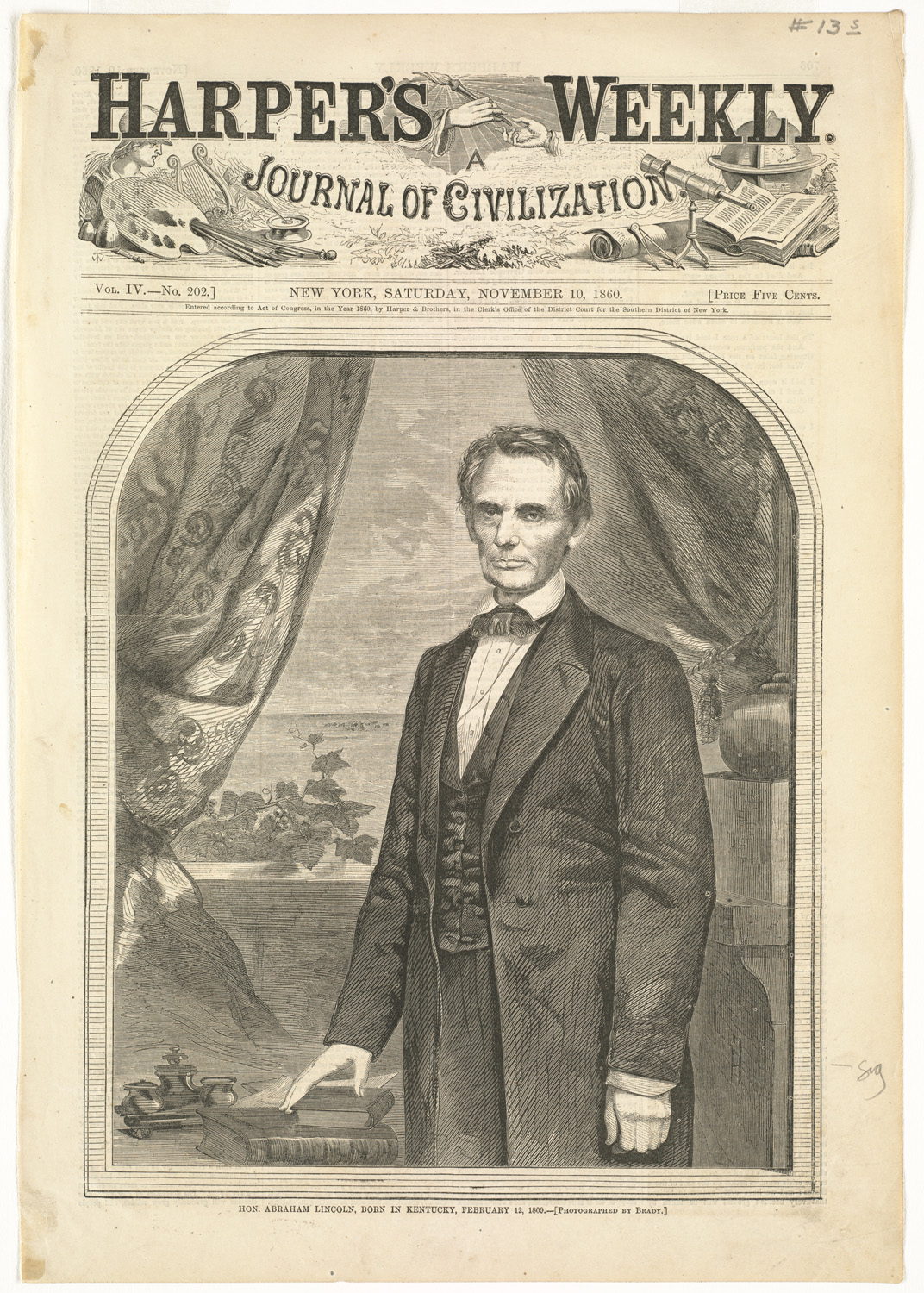
La copertina di Harper's Weekly con il presidente eletto Abraham Lincoln; illustrazione di Winslow Homer basata su una fotografia di Mathew Brady (10 novembre 1860)

## Storia

### Inizio

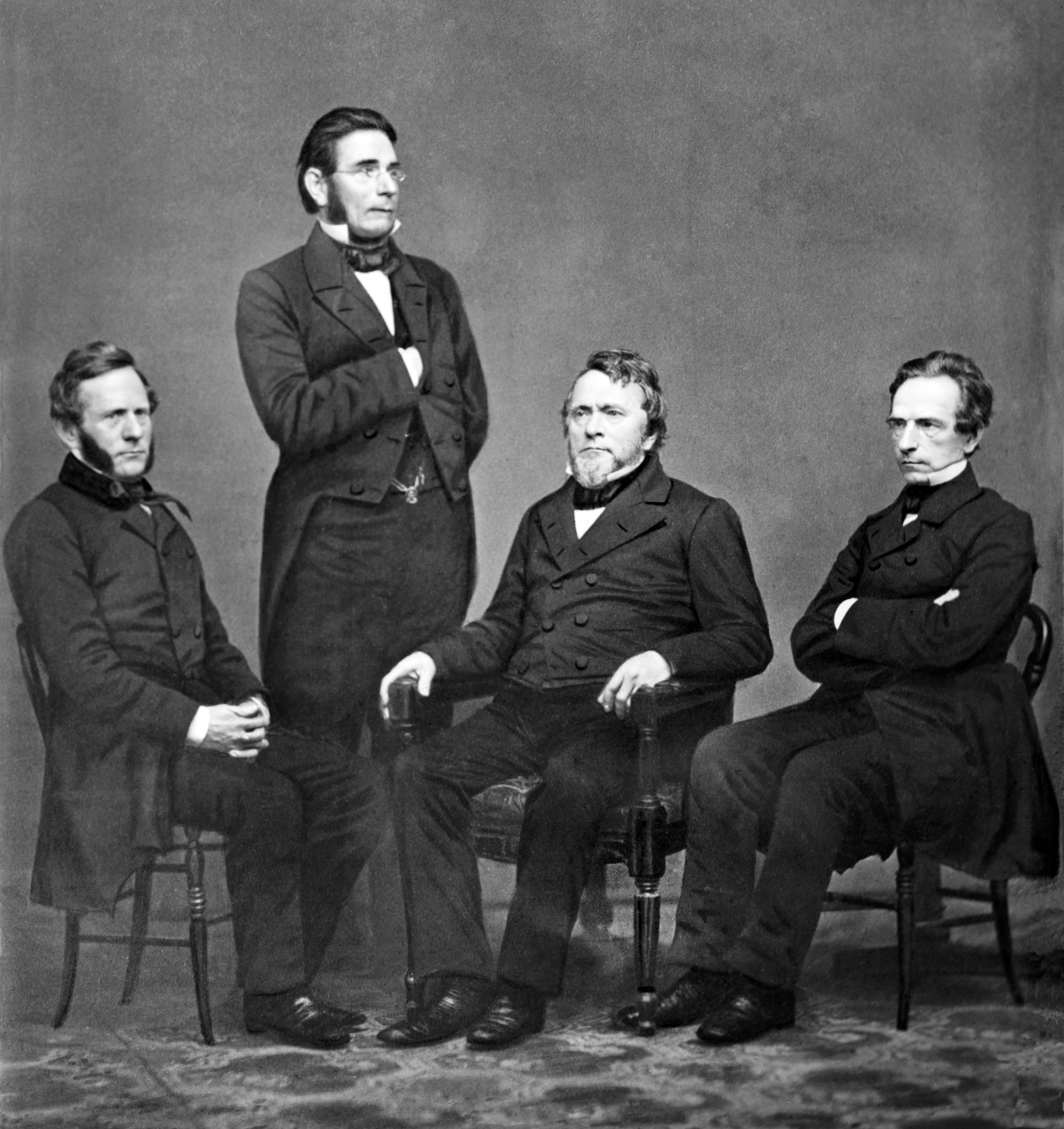
I fondatori di Harper & Brothers: Fletcher, James, John e Joseph Wesley Harper (1860)

Insieme ai suoi fratelli James, John e Wesley, Fletcher Harper fondò la casa editrice Harper & Brothers nel 1825. Seguendo l'esempio di successo di The Illustrated London News, Harper iniziò a pubblicare Harper's Magazine nel 1850. Il mensile proponeva articoli di scrittori affermati come Charles Dickens e William Makepeace Thackeray e dopo alcuni anni le vendite della rivista erano abbastanza elevate da passare ad un'edizione settimanale.
Nel 1857 la sua casa editrice iniziò a pubblicare Harper's Weekly a New York. Nel 1860 la tiratura del Weekly aveva raggiunto le 200 000 copie. Le illustrazioni erano una parte importante del contenuto del settimanale, che si creò una reputazione grazie alla pubblicazione di alcuni dei più famosi illustratori dell'epoca, in particolare Winslow Homer, Granville Perkins, Porte Crayon e Livingston Hopkins.
Tra le caratteristiche ricorrenti c'erano le vignette politiche di Thomas Nast, che iniziò a disegnare per il giornale nel 1862 e continuò a farlo per più di 20 anni. Le caricature di Nast erano temute ed egli è spesso chiamato il padre delle vignette satiriche politiche negli Stati Uniti. Fu il primo a usare un elefante come simbolo del Partito Repubblicano. Disegnò inoltre il leggendario personaggio di Babbo Natale e la sua versione si legò fortemente al personaggio, che divenne popolare verso la fine del diciannovesimo secolo.

### Copertura della guerra civile
Harper's Weekly fu il giornale più letto negli Stati Uniti durante il periodo della Guerra Civile. Per non turbare il suo vasto pubblico di lettori nel sud, Harper's aveva assunto una linea editoriale moderata sulla questione della schiavitù prima dello scoppio della guerra. Le pubblicazioni che sostenevano l'abolizione lo chiamavano "Harper's Weakly", un gioco di parole tra "week", settimana, e "weak", debole. Il Weekly aveva sostenuto il candidato presidente Stephen A. Douglas contro Abraham Lincoln, ma quando scoppiò la guerra civile sostenne pienamente Lincoln e l'Unione. Un articolo del luglio 1863 sullo schiavo fuggito Gordon includeva una fotografia della sua schiena, gravemente sfregiata dalle frustate; questo diede a molti lettori del Nord la prima prova visiva della brutalità della schiavitù. La fotografia ispirò molti neri liberi del Nord ad arruolarsi.
Alcuni degli articoli e delle illustrazioni più importanti dell'epoca furono i resoconti di Harper sulla guerra. Oltre alle illustrazioni di Homer e Nast, la rivista pubblicò anche quelle di Theodore R. Davis, Henry Mosler e dei fratelli Alfred e William Waud.
Nel 1863 George William Curtis, uno dei fondatori del Partito Repubblicano, divenne il direttore politico della rivista e rimase in tale veste fino alla sua morte nel 1892. I suoi editoriali sostenevano la riforma della funzione pubblica, bassi dazi e l'adesione al sistema aureo.

### Il ruolo nelle elezioni presidenziali
Dopo la guerra Harper's Weekly sostenne più apertamente il Partito Repubblicano nei suoi editoriali e contribuì all'elezione di Ulysses S. Grant nel 1868 e nel 1872. Sostenne la linea dei Repubblicani radicali durante l'Era della ricostruzione. Negli anni 1870 il disegnatore Thomas Nast iniziò sul giornale una campagna aggressiva contro il corrotto esponente politico di New York William "Boss" Tweed. Nast rifiutò l'offerta sottobanco di 500 000 dollari per porre fine ai suoi attacchi. Tweed fu arrestato nel 1873 e condannato per frode.
Nast e Harper's svolsero un ruolo importante anche nella vittoria di Rutherford B. Hayes alle elezioni presidenziali del 1876. Più tardi Hayes osservò che Nast era "l'aiuto singolo più potente che avesse avuto". Dopo le elezioni il ruolo di Nast nella rivista diminuì notevolmente. Verso la fine degli anni 1860 Nast e George W. Curtis iniziarono ad avere spesso divergenze su questioni politiche e in particolare sul ruolo delle vignette nel dibattito politico. Curtis credeva che la presa in giro tramite caricatura dovesse essere riservata ai Democratici e non approvava le vignette di Nast che attaccavano Repubblicani come Carl Schurz e Charles Sumner, che si opponevano alla politica della presidenza Grant. L'editore di Harper, Fletcher Harper, sostenne fortemente Nast nelle sue controversie con Curtis. Nel 1877 Harper morì e i suoi nipoti, Joseph W. Harper e John Henry Harper, assunsero il controllo della rivista. Erano più in sintonia con le argomentazioni di Curtis, che rifiutava le vignette in contrasto con la sua linea editoriale.
Nel 1884, tuttavia, Curtis e Nast furono d'accordo nel mancato sostegno al candidato repubblicano James Blaine, la cui vicinanza ad ambienti corrotti era per loro irricevibile. Sostennero invece il candidato democratico, Grover Cleveland. Le vignette di Nast aiutarono Cleveland a diventare il primo Democratico eletto presidente dal 1856. Nelle parole del nipote dell'artista, Thomas Nast Saint Hill, "è stato generalmente riconosciuto che il sostegno di Nast diede a Cleveland il piccolo margine con cui fu eletto. Nella sua ultima campagna politica nazionale, Nast aveva, nei fatti, 'scelto il presidente'."
L'ultimo contributo di Nast a Harper's Weekly fu la sua illustrazione di Natale nel dicembre 1886. Il giornalista Henry Watterson disse che "lasciando Harper's Weekly, Nast perse il suo podio: perdendo Nast, Harper's Weekly perse la sua importanza politica". La biografa di Nast Fiona Deans Halloran afferma che "la prima cosa è vera in una certa misura, la seconda improbabile. I lettori potrebbero aver sentito la mancanza delle vignette di Nast, ma Harper's Weekly rimase influente."

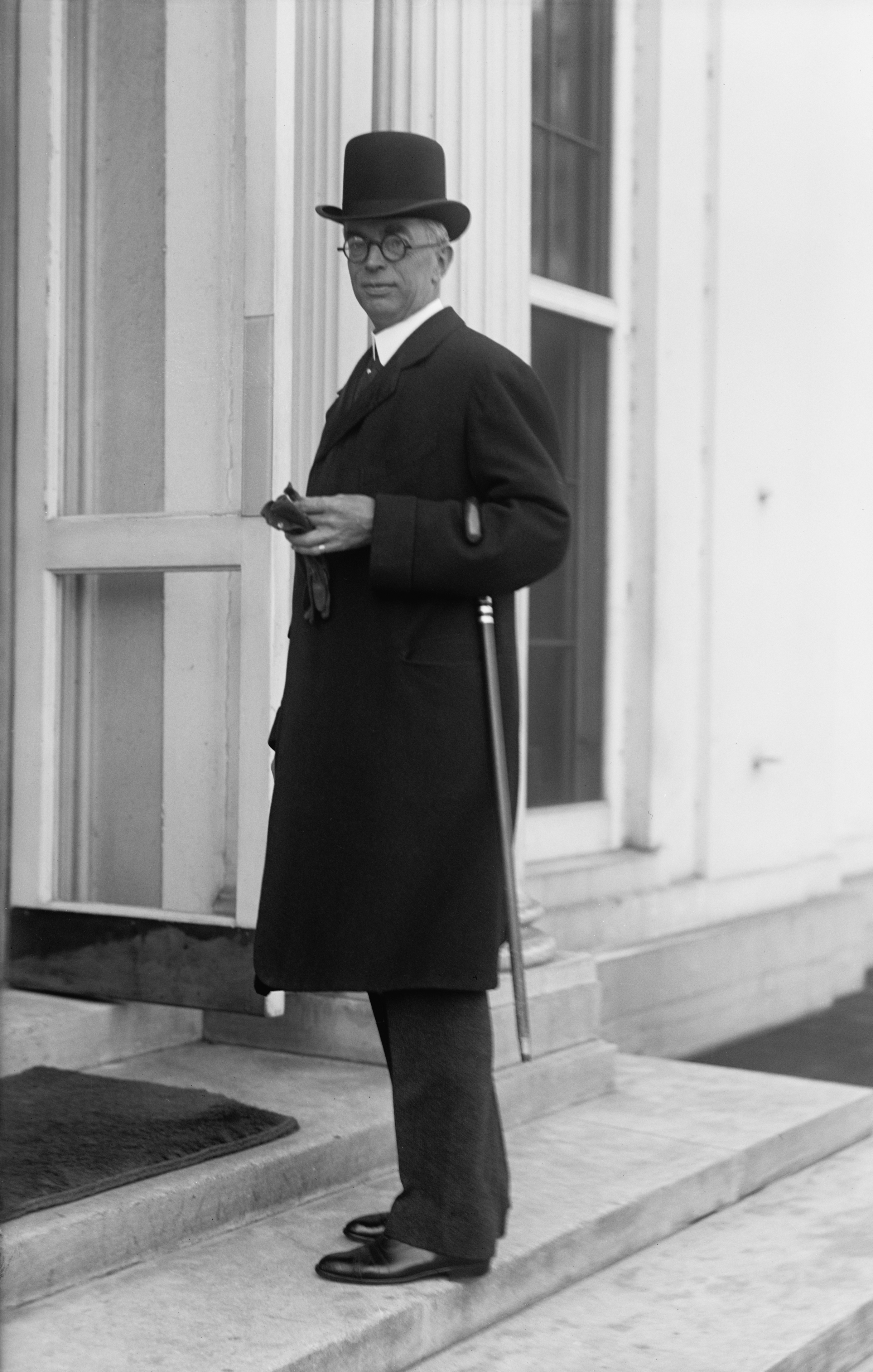
George Harvey, direttore dello Harper's Weekly negli anni 1901-1913

### Primi del 1900
Dopo il 1900 Harper's Weekly dedicò più spazio a questioni politiche e sociali e conteneva articoli di alcune delle figure politiche più importanti dell'epoca, come Theodore Roosevelt. Il direttore di Harper, George Harvey, fu uno dei primi sostenitori della candidatura di Woodrow Wilson, proponendolo per la presidenza a una cena del Lotos Club nel 1906. Dopo quella cena Harvey si sarebbe assicurato di "abbellire ogni numero di Harper's Weekly con le parole 'Come presidente: Woodrow Wilson'.
Harper's Weekly pubblicò il suo ultimo numero il 13 maggio 1916. Fu assorbito da The Independent, che a sua volta si fuse poi con The Outlook nel 1928.

### Anni 1970
A metà degli anni 1970 Harper's Magazine usò la testata Harper's Weekly per un giornale derivato, sempre pubblicato a New York. Pubblicato ogni due settimane per la maggior parte della sua vita, il nuovo Harper's Weekly si affidava ai contributi dei lettori per gran parte dei suoi articoli.

## Pubblicazioni
Il 14 gennaio 1893 Harper's Weekly divenne la prima rivista americana a pubblicare una storia di Sherlock Holmes: "L'avventura della scatola di cartone".